# Osieczna (gmina w województwie wielkopolskim)

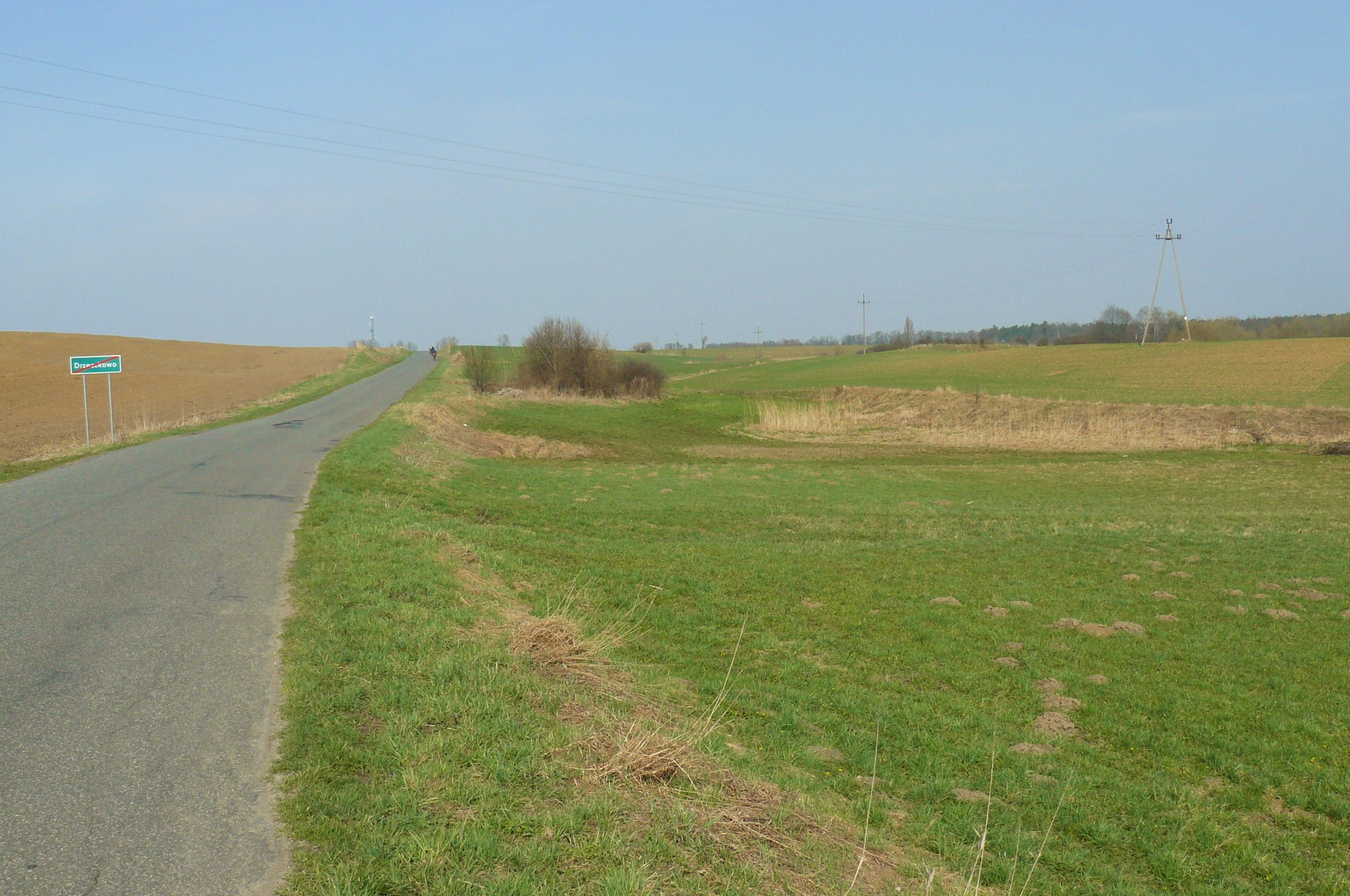
Krajobraz gminy Osieczna – na północ od Drzeczkowa

Osieczna – gmina miejsko-wiejska w województwie wielkopolskim, w powiecie leszczyńskim. W latach 1975–1998 gmina znajdowała się w województwie leszczyńskim.
Siedziba gminy to Osieczna, chociaż miejscowością z większą liczbą mieszkańców jest Kąkolewo, które  nie ma praw miejskich.
Według danych z 31 marca 2011 gmina liczyła 8880 mieszkańców.

## Struktura powierzchni
Według danych z roku 2002 gmina Osieczna ma obszar 128,73 km², w tym:
- użytki rolne: 64%
- użytki leśne: 23%

Gmina stanowi 16% powierzchni powiatu.

## Demografia

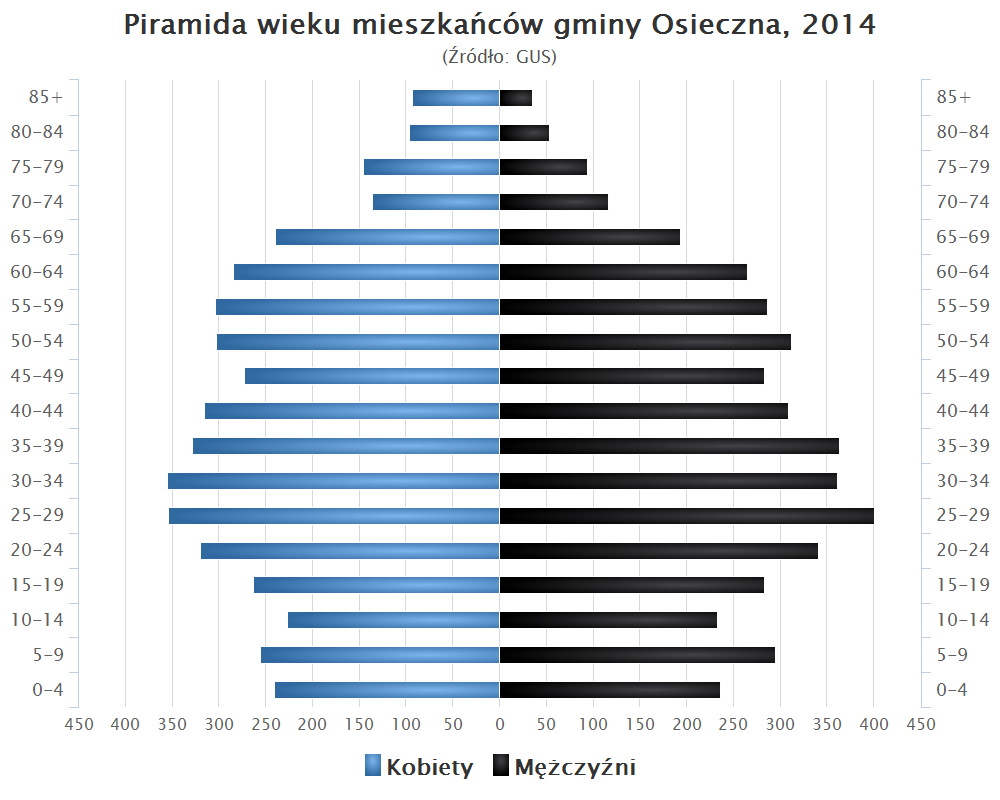
Piramida wieku mieszkańców gminy Osieczna w 2014 roku

Dane z 30 czerwca 2004:
| Opis                              | Ogółem | Ogółem | Kobiety | Kobiety | Mężczyźni | Mężczyźni |
| --------------------------------- | ------ | ------ | ------- | ------- | --------- | --------- |
| jednostka                         | osób   | %      | osób    | %       | osób      | %         |
| populacja                         | 8552   | 100    | 4343    | 50,8    | 4209      | 49,2      |
| gęstość zaludnienia (mieszk./km²) | 66,4   | 66,4   | 33,7    | 33,7    | 32,7      | 32,7      |

## Sołectwa
Dobramyśl, Drzeczkowo, Frankowo, Grodzisko, Jeziorki, Kąkolewo, Kąty, Kleszczewo, Łoniewo, Miąskowo, Popowo Wonieskie, Świerczyna, Trzebania, Witosław, Wojnowice, Wolkowo, Ziemnice.

## Pozostałe miejscowości
Adamowo, Berdychowo, Borowa Karczma, Chmielkowo, Górka, Kąkolewo (osada leśna), Kopanina, Kowale, Łoniewo (osada leśna), Maciejewo, Nowe Wolkowo, Ustronie.

## Sąsiednie gminy
Krzemieniewo, Krzywiń, Leszno, Lipno, Rydzyna, Śmigiel